# Aristide Bancé
Aristide Bancé (* 19. September 1984 in Abidjan, Elfenbeinküste) ist ein ehemaliger ivorisch-burkinischer Fußballspieler.

## Karriere
Bancé hatte in seiner Jugend in seinem Geburtsland Elfenbeinküste Fußball gespielt, ehe er im Bürgerkrieg nach Burkina Faso flüchtete, wohin seine Eltern bereits zuvor geflohen waren. Aus diesem Grund entschied er sich später, für die Nationalmannschaft Burkina Fasos zu spielen.
Seine Profikarriere begann der Mittelstürmer 2002 bei Santos FC Ouagadougou in der burkinischen Hauptstadt Ouagadougou. 2003 wechselte Bancé zum belgischen Erstligisten SC Lokeren, im Sommer 2006 zum ukrainischen Erstligisten Metalurh Donezk. In der Saison 2007/08 war er zunächst an Germinal Beerschot ausgeliehen, in der Winterpause wechselte er, ebenfalls auf Leihbasis, zum deutschen Zweitligisten Kickers Offenbach.
Ab der Saison 2008/09 spielte Bancé beim 1. FSV Mainz 05. Er besaß bei den 05ern einen bis zum Sommer 2012 gültigen Vertrag. Sein erstes Zweitligator für Mainz 05 erzielte er im Spiel gegen den VfL Osnabrück am dritten Spieltag. Er schoss in dieser Saison 14 Tore und war somit der torgefährlichste Spieler der Mainzer. Er stieg mit der Mannschaft in die Bundesliga auf, in der er am zweiten Spieltag gegen Hannover 96 sein erstes Bundesligator erzielte. Am 22. Spieltag im Spiel gegen Hertha BSC erzielte er einen Treffer, der zum Tor des Monats im Februar 2010 gewählt wurde.
Am 15. August 2010 wechselte Bancé zu Al-Ahli nach Dubai. Am 6. September 2011 kehrte er auf Leihbasis nach Europa zurück und unterschrieb einen Vertrag bei Samsunspor, der zuvor in die erste türkische Liga aufgestiegen war. Der Leihvertrag wurde am 9. März 2012 vorzeitig aufgelöst.
Zur Saison 2012/13 ging er zum FC Augsburg. Er unterschrieb einen bis 30. Juni 2015 gültigen Vertrag. Sein Pflichtspieldebüt für den FCA absolvierte er beim 2:0-Sieg im DFB-Pokal gegen den SV Wilhelmshaven, in dem er einen Treffer erzielte und eine Torvorlage gab. Am 2. September 2013 wechselte er auf Leihbasis für eine Saison zu Fortuna Düsseldorf. Sein erstes Tor für die Fortuna erzielte er beim 1:1 im Auswärtsspiel beim FC St. Pauli am achten Spieltag der Zweitligasaison 2013/14.
Zur Saison 2014/15 kehrte er zum FC Augsburg zurück. Nachdem er seinen Vertrag vorzeitig aufgelöst hatte, schloss er sich bis Jahresende 2014 dem finnischen Erstligisten HJK Helsinki an. Bei seinem Debüt am 21. September 2014 (29. Spieltag) beim 5:1-Sieg im Heimspiel gegen den IFK Mariehamn erzielte er den Treffer zum 2:1 in der 57. Minute. Mit vier Ligaspieleinsätzen trug er zur Meisterschaft 2014 bei.
Bancé wechselte vor der Saison 2015 zum kasachischen Erstligisten Ertis Pawlodar. In der Saison 2015/16 spielte er für den südafrikanischen Erstligisten Chippa United FC. Danach bestritt er von August bis Dezember 2016 acht Punktspiele für den lettischen Erstligaaufsteiger Riga FC. Im November 2016 wechselte er zum ivorischen in Abidjan ansässigen Erstligisten ASEC Mimosas, wurde in der Saison 2016/17 Torschützenkönig und gewann mit der Mannschaft die ivorische Meisterschaft.
Ende Juli 2017 schloss er sich dem ägyptischen Erstligisten al-Masry an. Nach weiteren Stationen bei USFA Ouagadougou und dem guineischen Club Horoya AC beendete er seine Spielerkarriere und ist seit 2020 Teammanager der burkinischen Nationalmannschaft.

## Erfolge
- Finnischer Meister 2014
- Ivorischer Meister 2017

## Auszeichnungen
- Torschütze des Monats Februar 2010[16]

## Sonstiges
Bancé ist der Schwager von Aruna Dindane. Sein bester Freund aus Kindheitstagen ist Constant Djakpa.